# Lucha libre
Lucha libre (španjolski izgovor: [ˈlut͡ʃa ɾliβɾe], čitaj: luča libre; što znači "slobodno hrvanje" ili doslovno prevedeno kao "slobodna borba") je izraz koji se u Meksiku koristi za profesionalno hrvanje. Od svog uvođenja u Meksiko početkom 20. stoljeća, razvio se u jedinstven oblik žanra kojeg karakteriziraju šarene maske, brze sekvence držanja i razni manevri, kao i leteće, od kojih su neki usvojeni u SAD-u i drugdje. Nošenje maski razvilo je posebno značenje, a ponekad održavaju mečeve u kojima gubitnik mora trajno ukloniti svoju masku, što je ulog s visokim stupnjem privržene težine. Tag-Team je posebno rasprostranjen u Lucha Libre, često budu u timu od tri hrvača, pod nazivom trio. 
Iako se izraz danas odnosi isključivo na profesionalno hrvanje, izvorno je korišten u istom stilu kao u američkom i engleskim pojmu "slobodno hrvanje" [koji se odnosi na amatersko hrvanje bez ograničenja grčko-rimskim stilom.
Lucha libre hrvači su poznati kao luchadores (jedan luchador u prijevodu znači "hrvač"). Oni obično dolaze iz profesionalne hrvačke obitelji koje formiraju vlastito stabilnu ekipu. Jedna takva linija integrirana u profesionalnu hrvačku scenu Sjedinjenih Država je Los Guerreros. 
Lucha libre postala je posuđenica u engleskom jeziku koji zu zabilježili timskim imenima kao što su Los Luchadores, ¡Mucha Lucha!, Lucha Meksiko i Nacho Libre. Lucha libre se također pojavljuje se i u drugim pop kulturama, kao što su reklame: kanadski, mobilni operater Telusov Koodo Mobile Post Paid je koristio nacrtanog lika "luchadora" kao maskotu te tvrtke. 
21. srpnja 2018. godine, Meksički Lucha libre nazvana je nematerijalnom kulturnom baštinom Mexico Cityja.